# Alagna Valsesia
Alagna Valsesia é uma comuna italiana da região do Piemonte, província de Vercelli, com cerca de 458 habitantes. Estende-se por uma área de 72 km², tendo uma densidade populacional de 6 hab/km². Faz fronteira com Gressoney-La-Trinité (AO), Macugnaga (VB), Rima San Giuseppe, Riva Valdobbia, Zermatt (CH-VS).

## Demografia
| Variação demográfica do município entre 1861 e 2011                               |
|                                                                                   |
| Fonte: Istituto Nazionale di Statistica (ISTAT) - Elaboração gráfica da Wikipedia |